# Bymur
En bymur er en befæstning for at beskytte en by eller anden tættere bosættelse imod en mulig angriber. I oldtiden og frem til tidlig moderne tid har de været benyttet til at omgive og forsvare bebyggelser af uens størrelse. Ud over deres forsvar, havde mange mure også en vigtig symbolsk betydning — de repræsenterede også status og uafhængighed for de samfund, som de omga.
Overlevende mure fra oldtiden er næsten alle strukturer bestående af murerarbejde, men varianter byggede af tømmer eller af tilhuggede sten er også kendt. Afhængig af topografien i området, som omgav byen eller bosættelsen, var hensigten med forsvarsmurene at beskytte, og elementer i terrænet, som eksempelvis vandløb, kystlinje eller bjerge, kunne blive inddraget for at gøre murene mere effektive.
Murene kunne kun blive krydsede ved at gå igennem en egnet byport og sådanne åbninger var ofte suppleret af tårn. I middelalderen var retten til at bygge en forsvarsmur om en by et privilegium. Den praksis at bygge massive forsvarsmure, skønt de havde deres oprindelse i forhistorien, blev forbedret i tiden, da byerne og bystaterne voksede frem, og det energiske murbyggeri fortsatte ind i middelalderen og i flere tilfælde også frem mod moderne tid i bestemte dele af Europa.

## Historie

### Jeriko og Uruk
Fra meget tidligt i historien og frem til moderne tid har forsvarsmure været en nødvendighed for enhver by. Uruk i oldtidens Sumer (Mesopotamien) er en af verdens ældste kendte byer med bymur. Før den tid er byen (eller heller protobyen) Jeriko, nu beliggende på Vestbredden, omgivet af forsvarsmure allerede i 9000-tallet f.Kr. Denne var mere end 3,6 meter høj og 1,8 meter bred ved grundlinjen, og inden for var der et tårn, som var lige så højt.

### Assyrien
Assyrerne benyttede sig af store arbejdsstyrker for at bygge paladser, templer, men også forsvarsmure.

### Induskulturen
En del bymæssige bebyggelser i Induskulturen var også befæstede. En gang omkring 3500 f.Kr. var hundredvis af små jordbrugslandsbyer spredte langs Indusdalen. Mange af disse bosættelser havde befæstninger og planmæssige gadestrukturer. Huse byggede af sten og mursten af soltørret ler ved Kot Diji lå tæt bag store floddæmninger og forsvarsmure, eftersom de var stadig truede af nabosamfund, som ønskede kontrol over de fremragende jordbrugsområder. Mundigak i provinsen Kandahar i det sydlige Afghanistan havde omkring 2500 f.Kr. forsvarsmure og kvadratiske bastioner byggede af soltørrede mursten.

### Babylon
Babylon var en af de mest berømte byer i oldtidens verden, særlig grundet byggeprogrammet under Nebukadnesar II, som i 500-tallet f.Kr. udvidede bymurene og byggede Istarporten, den ottende byport til det indre Babylon. Byen var nærmest uindtagelig med en tredobbelt række af forsvarsmure, og ankomst til byen gik kun gennem en af dens porte eller via floden Eufrat.

### Keltiske oppida i Mellemeuropa
I Centraleuropa byggede keltiske stammer store befæstninger, som siden blev kendt som oppida, og disses forsvarsmure synes delvis påvirkede af dem, som blev byggede ved Middelhavet. I årenes løb blev befæstningsværkerne jævnligt udbedret og forstærket. Mange oppida udviklede sig fra bygdeborge, men ikke alle havde forsvarsfunktioner. Udviklingen af oppida var en milepæl i urbaniseringen af kontinentet, de var de første større bosættelser nord for Middelhavet, som kunne beskrives som byer. Hovedfunktionen for oppida var dens mure og porte, deres udstrækning og rumlige form, og dominerende udsigt over omgivelserne. Disse anlæg tjente både forsvarsformål og som redskab i byernes kontrol over de omgivende landdistrikter.

### Grækenland i oldtiden
I oldtidens Hellas blev store stenmurer byggede i den mykensk kultur, eksempelvis i bronzealderens Mykene. Byen lå på et befæstet højdedrag med store stenmure, omgivet af mindre landsbyer og ejendomme, og dets herskere valgte antagelig at placere sin fæstning i et mindre befolket område af forsvarshensyn. Indenfor muren blev der bygget monumentale paladser. I klassisk tid blev bystaten Athen bygget med et langt sæt af parallelle stenmure kaldet for "De lange mure", som nåede ned til byens befæstede havn ved Piræus.
Der var få undtagelser; de mest kendte var oldtidens Sparta og oldtidens Rom, som i lang tid ikke havde forsvarsmure og valgte snarere at støtte sig på sine militære kræfter. Indledningsvis var disse tidlige bymure og befæstninger kun enkle konstruktioner af tømmer og jordvolde, som senere blev erstattede af forskellige eller delvise konstruktioner af sten, som blev stablet oven på hinanden uden nogen form for mørtel.

### Romerriget
Romerne befæstede sine byer med massive, mørtelfæstede stenmure. De mest kendte af disse er i stor grad fortsat bevarede, således Aurelianusmuren i Rom og Theodosiusmurene i Konstantinopel. Endvidere findes der delvise levninger andre steder. Disse er hovedsagelig rester af byporte, som Porta Nigra i den tyske by Trier og Newport Arch ("Newportbuen") i den engelske by Lincoln.

### Kina
Store hærdede jordmure (pakket, stampet lerblandet jord) blev byggede i oldtidens Kina siden Shang-dynastiet omkring 1600-1050 f.Kr. Hovedstaden Ao havde store mure byggede på denne måde og med dimensioner på 20 meter i bredden ved fundamentet og omringede et område på 1900 m2. Selv om stenmure blev opførte i Kina i de stridende staters tid (481-221 f.Kr.), skete der ikke nogen omforming i den store stenarkitekturen før under Tang-dynastiet (618-907 e.Kr.). Murene omkring Den forbudte by i Beijing blev byggede tidligt i 1400-tallet af Yongle-kejseren. Murene om byen er 7,9 meter høje og 6 meter dybe ved en 52 meter bred fæstningsgrav. Murene er 8,6 meter brede ved fundamentet og smalner til 6,6 meter ved toppen. Murene fungerede både som forsvarsmure og til at lukke befolkningen indenfor inde.

### Middelalderen
Bortset fra disse udviklede der sig tidlig i middelalderen en del byer, som blev byggede ved fæstninger. Disse byer var kun sjældent beskyttede af enkle stenmure og det var mere almindeligt med en kombination af mure og jordvolde. Fra 1100-tallet var der hundredvis af bebyggelser af vidt forskellige størrelser over hele Europa, som ofte fik rettigheder af sin overherre til at befæste sig. Oprettelsen af urbane centre var et vigtigt virkemiddel i territoriale udvidelser og mange byer, særlig i Østeuropa, blev oprettede med dette mål for øje, særlig i den tyske ekspansion øst over. Disse byer er lette at genkende på grund af deres regelmæssige byplanlægning og store markedspladser. Befæstningen af disse bosættelser blev jævnligt forbedret for at kunne leve op til samtidens stade indenfor den militære udvikling.

### Renæssancen
I løbet af renæssancen oprettede Venedig store mure rundt de byer, som var truede af det muslimske osmanniske rige. Blandt de bedste eksempler på byer med forsvarsmure er Nicosia og Famagusta på Kypern, og befæstningerne i Iraklio og Khaniá på Kreta.

## Byer med bymure
Listen viser et lille udvalg af byer, som i dag har bymure eller rester af sådanne mure.
- Visby i Sverige
- Neubrandenburg i Tyskland
- Nürnberg i Tyskland
- Luzern i Schweiz
- Vilnius i Litauen (delvis)
- Brasov i Rumænien
- Dubrovnik i Kroatien
- Ávila i Spanien
- Toledo i Spanien
- Istanbul i Tyrkien
- Jerusalem i Israel
- Tallinn i Estland

## Galleri
|                                                                     |
| Relief fra 800-tallet f.Kr. af et assyrisk angreb på en befæstet by |

|                                                                         |
| Den nordspanske by Lugos romerske mure, listet af UNESCO som verdensarv |

|                                                    |
| Bymurene om den spanske by Ávila, listet af UNESCO |

|                                  |
| Bymurene om Dubrovnik i Kroatien |

|                                                                                |
| En byport med tårn, forsvarsmure og voldgrav fra 1200-tallet i Metz, Frankrig. |

|                                           |
| Forsvarsmur i Stargard Szczeciński, Polen |

|                                                                                                  |
| Dele af murene om San Francisco de Campeche, en kystby ved Den Mexicanske Bugt, listet af UNESCO |

|                                     |
| En forsvarsmur i Taroudant, Marokko |

|                                                                   |
| Middelalderfæstningen har udsyn over byen Ohrid i Nordmakedonien. |

|                                               |
| Renæssancens forsvarsmure i Famagusta, Cypern |

|                                                                                   |
| Kinesiske og koreanske tropper angriber japanske styrker ved belejringen af Ulsan |

|                                                                                        |
| Model af befæstningerne, som blev byggede omkring London under den engelske borgerkrig |

|                                                           |
| Flyfoto af Neuf-Brisach (Alsace) med mure og befæstninger |

|                                          |
| Derawarfæstningen i Bahawlpur i Pakistan |